# زیردریایی یو-۶۱۲
زیردریایی یو-۶۱۲ (به انگلیسی: German submarine U-612) یک زیردریایی بود که طول آن ۶۷٫۱ متر (۲۲۰ فوت ۲ اینچ) بود. این زیردریایی در سال ۱۹۴۲ ساخته شد.